# Gerardo de Rosellón
Girartz de Rossilho en lengua provenzal, Girart de Roussillon en francesa, o en español Gerardo de Rosellón, de Vienne o de París (primera mitad del siglo IX-4 febrero (o marzo) de 874) fue primero conde de París entre el 816 y el 840 y luego conde de Vienne, del 850 aproximadamente hasta su muerte.

## Ascendencia
Según la Vita Hludowici Imperatoris, era hijo primogénito del conde de Fezensac —luego conde de París—, Leutardo (?-después del 812), que era uno de los condes gascones de Ludovico Pío, rey de Aquitania y de Grimilde. Esta ascendencia está confirmada en el testamento de Gerardo. Gerardo era hermano de Adalardo, el primer marqués de Neustria, marca creada para luchar contra los vikingos.

## Biografía
Gerardo se casó con Berta (?-6 noviembre de 877), la hija tercera del conde de Tours, Hugo, y de su esposa Ava o Bava, como indica el testamento del propio Gerardo. La hermana primogénita de Berta era Ermengarda de Tours, que había casado con el hijo primogénito del emperador Ludovico Pío, Lotario, que en el 840 obtuvo el título imperial.
Según la historiadora francesa medievalista Régine Le Jan, Gerardo fue nombrado conde de París después de la muerte del padre, cargo que conservó hasta el 840 aproximadamente; coligado con el emperador Lotario I en su lucha con Carlos el Calvo, este le arrebató el título.
En el 842 se lo cita en un documento del emperador, Lotario I; en el 852,  en otro, también de Lotario I y, en el 853, aparece mencionado en un documento del rey de los francos occidentales, Carlos el Calvo, que lo nombra entre los missi dominici. En este periodo se creó para Gerardo el condado de Vienne.
En el 855, a la muerte del emperador Lotario I, el reino de Lotaringia se dividió entre los tres hijos de este, y al tercero, Carlos, le tocó la Provenza, Lyon y la Borgoña Transjurana, con el título de rey de Provenza. Carlos era todavía un niño y, según los Annales Bertiniani, era también epiléptico, por lo que sus hermanos mayores, Ludovico (o Luis) II y Lotario II, en Orbe, intentaron convencerlo para que renunciase al reino que el padre le había destinado y se hiciese tonsurar, pero los nobles provenzales se opusieron a tal propuesta (según los Annales Bertiniani, por la falta de acuerdo entre los hermanos mayores) y Carlos mantuvo el trono, bajo la regencia del conde de Vienne, Gerardo.
En el 856, Carlos de Provenza hizo una donación a la iglesia de Villeurbanne a petición del regente, Gerardo.
Después de la muerte (863) de Carlos de Provenza, Gerardo se hizo partidario del rey de la Francia Occidental, Carlos el Calvo; de hecho. en un documento datado el 6 de enero de 868, este confirma la fundación de un monasterio en la zona de Autun por parte del conde Gerardo —al que llama queridísimo y amadísimo— y su esposa Berta. La confirmación de la fundación del monasterio se encuentra también en una carta del papa Juan VIII.
Según los Ex Diversis Chronicis, Gerardo debió morir en Aviñón en el 847, pero muy probablemente se trate de un error, ya que según el Chronico Vezeliacensi libro I, p. 394 (no consultado) falleció en el 874. Fue inhumado en Aviñón.

## Personaje legendario
Fue un personaje legendario cuyos rasgos reales se difuminaron en la ficción, interviniendo en varios cantares de gesta de la materia de Francia o epopeya carolingia. Es personaje principal en la Chanson de Girart de Roussillon, perteneciente al ciclo de Doon de Mayence o Maguncia, en la clasificación de Bertrand de Bar-sur-Aube (autor también de una Chanson de Girart de Vienne), o al ciclo de los vasallos rebeldes, según la más convencional. Es una gesta en francés antiguo de la segunda mitad del siglo XII de la que se conservan distintas versiones (una de ellas la de Bar-sur-Aube) y está compuesta en decasílabos.
Habría sido en esta obra hijo de Drogon (con toda probabilidad ficticio hijo pequeño de Carlos Martel; otro Drogon es hijo de Carlomagno y de Regina, y fue abad de Luxeuil y arzobispo de Metz), hermano de Doon de Montreuil, de Beuve d'Aigremont y, de hecho, tío de Les Quatre Fils Aymon, los misteriosos cuatro hijos de Aymon y de Maugis que aparecen en la Chanson des quatre fils Aymon. Algunos autores medievales lo llaman Girart de Fraite, y con este nombre sería conde de Barcelona, conde de Gascuña (Gascogne), conde de Auvernia (Auvergne) y conde de Provenza.

## Descendencia
Con su esposa Berta, Gerardo tuvo una hija, Eva (?-?) que aparece en su testamento.